# Borki (powiat brzeziński)
Borki – wieś w Polsce położona w województwie łódzkim, w powiecie brzezińskim, w gminie Dmosin.
| SIMC    | Nazwa | Rodzaj    |
| ------- | ----- | --------- |
| 0726671 | Gózd  | część wsi |

W latach 1975–1998 miejscowość należała administracyjnie do województwa skierniewickiego.